# Maglog
Vector maglog （マグログ）は、株式会社ベクターが2006年（平成18年）10月24日より開始したブログサービス。2012年（平成24年）5月17日にサービスを終了した。

## 概要
2006年10月24日にオープンベータテストを開始した。試験サービスは、MMORPG『MicMacオンライン』向けに「MicMac maglog」として提供されていた。
無料の登録で１アカウント当り500MBまでの容量と、60MBまでのファイルをアップロードできることが特徴。ZIPなどのアーカイブも保存できた。会員制サイトも自由に作ることができ、会員だけにメールマガジンを配信する機能も搭載していた。
ブログは会員制にすることも出来る他、閲覧するのに有料にすることもできた。他に、アンケート機能、有料ソフト販売なども可能であった。
ファイルアップロードに関しては、動画などをストリーミング再生用にアップロードすることも出来た。
WYSIWYGエディタ機能の追加や携帯電話の絵文字対応、管理ページのデザイン変更の機能もあった。

## 沿革
- 2006年(平成18年)6月1日 MicMac maglog、クローズドベータテスト開始[1]
- 2006年(平成18年)10月24日 オープンベータテスト開始[2]
- 2007年(平成19年)3月27日 課金サービス開始[3]
- 2012年(平成24年)5月17日 全サービス終了[4]